# Wenqiao
Wenqiao (kinesiska: 文桥, 文桥镇) är en köping i Kina. Den ligger i provinsen Hunan, i den södra delen av landet, omkring 160 kilometer norr om provinshuvudstaden Changsha. Antalet invånare är 18633. Befolkningen består av 9 100 kvinnor och 9 533 män. Barn under 15 år utgör 15,0 %, vuxna 15-64 år 75 %, och äldre över 65 år 8,0 %.
Genomsnittlig årsnederbörd är 1 758 millimeter. Den regnigaste månaden är maj, med i genomsnitt 229 mm nederbörd, och den torraste är december, med 39 mm nederbörd.